# Йенги, Кусини
Кусини Боха Йенги (англ. Kusini Boja Yengi; род. 15 января 1999, Аделаида) — австралийский футболист, нападающий клуба «Портсмут» и сборной Австралии.

## Клубная карьера
Йенги — воспитанник клубов «Фулхэм Юнайтед» и «Аделаила Кометс». В 2017 году он дебютировал за основной состав последних. В 2018 году игрок перешёл в «Аделаида Юнайтед», где начал выступать за дублирующий состав. 21 февраля 2020 года в матче против «Вестерн Сидней Уондерерс» он дебютировал в A-Лиге. 13 марта 2021 года в поединке против «Мельбурн Виктори» Кусини забил свой первый гол за «Аделаида Юнайтед». Летом 2022 года Йенги перешёл в «Вестерн Сидней Уондерерс». 9 октября в матче против «Перт Глори» он дебютировал за новый клуб. 12 ноября в поединке против «Сиднея» Кусини забил свой первый гол за «Вестерн Сидней Уондерерс». 
Летом 2023 года Йенги перешёл в английский «Портсмут». 5 августа в матче против «Бристоль Роверс» он дебютировал в Первой лиге Англии. В этом же поединке Кусини забил свой первый гол за «Портсмут».

## Международная карьера
В 2022 году в составе олимпийской сборной Австралии Йенги принял участие в молодёжном чемпионате Азии в Узбекистане. На турнире он сыграл в матчах против команд Кувейта, Ирака, Саудовской Аравии и Японии.
16 ноября 2023 года в отборочном матче чемпионата мира 2026 против сборной Бангладеш Йенги дебютировал за сборную Австралии. 
В 2024 году Йенги принял участие в Кубке Азии 2023 в Катаре. На турнире он сыграл в матчах против команд Сирии и Узбекистана.